# Sassy Stephie
Sassy Stephie (Akron, 18 marzo 1984) è una wrestler statunitense.
Lavora regolarmente per diverse promotions indipendenti nel Midwest e l'East Coast come la SHIMMER, Jersey All Pro Wrestling, WSU, e OCW. Ha anche esperienze nella Ring of Honor e Chikara.

## Carriera nel wrestling professionistico
Sassy Stephie ha iniziato la sua carriera come ring announcer per una promotion locale di wrestling ad Akron, Ohio. Le è stata data una possibilità quando il loro announcer ha dovuto ritirarsi. Uno dei commentatori l'ha proposta al promoter, avendo lei già avuto esperienze come DJ in diversi locali. Dopo esser diventata una ring announcer regolare le è stato suggerito di allenarsi visto che amava tanto il wrestling. Stephie ha colto l'occasione al volto e ha iniziato ad allenarsi alla scuola di Jeff Cannon in Coshocton.

### Ohio Championship Wrestling
Ha fatto il suo debutto nella promotion di Cannon, la Ohio Championship Wrestling al loro primo show annuale tutto al femminile nel Marzo 2007. Ha perso contro Lexie Lane (che sarebbe poi diventata Madison Rayne della TNA) nel primo round del torneo. Nonostante erano entrambe amiche a questo punto questo match ha lasciato i segni per una rivalità tra le due. Ha anche lottato in un tag team match più tardi quella sera, facendo coppia con Lorelei Lee eperdendo contro Josie e Jessicka Havok. La Lane vinse il torneo e divenne la prima OCW Women's Champion e Stephie avrebbe ricevuto diverse title shot al suo titolo negli anni a seguire. Riuscì a sconfiggere la Lane in un No Disqualification Catfight Brawl ma ha sofferto un infortunio in quel match e le ha causato un allontanamento dal quadrato per lungo tempo.
Stephie ha lottato contro la Lane sia in match singoli che in coppia, spesso utilizzando come partner Angel Dust o Hailey Hatred lottato contro la Lane (più tardi cambiando il suo nome in Ashley Lane) e la sua tag team partner Nevaeh. Al secondo evento annuale "Ladies Night" nel 2008 Stephie ha gareggiato un'altra volta nel torneo. Ha avuto una possibilità di vincere un via in finale in una opening Battle Royal ma ha perso. Ha perso il primo round, un Fatal 4 Way tra lei, Allison Danger, Ashley Lane e Lorelei Lee. Più tardi quella sera lei e Josie hanno fatto coppia sconfiggendo Lorelei Lee e Alere Little Feather in Tag Team Action.
Nell'Aprile 2009 ha lottato nel terzo torneo annuale Ladies Night. Anche se ha perso nel primo round contro Lorelei Lee tutte le perdenti del primo round hanno avuto una seconda chance e ha vinto un triple threat contro Nevaeh e Mary Elizabeth Monroe avanzando alle semifinali. Tuttavia è stata sconfitta da Jessicka Havok ed è stata eliminata. Nell'estate ha sofferto una sconfitta controversa contro Amber O'Neal, dopo che Ashley Lane si era dichiarata Special Guest Referee.

### SHIMMER Women Athletes
Stephie ha lottato per la prima volta in SHIMMER nell'Ottobre 2008, lottando nello SPARKLE, lo show pre-tapings della SHIMMER. Ha perso il suo match contro Rachel Summerlyn per sottomissione. Nel Maggio 2009 ha lottato nuovamente nello SPARKLE. Nella prima serata ha fatto coppia con Kimberly Kash perdendo contro Rachel Summerlyn e Rayna Von Tash. La seconda sera ha perso contro Kimberly in un singles match. La fortuna ha finalmente iniziato a girare dalla sua parte nel Novembre 2009 quando ha fatto coppia con Kacey Diamond sconfiggendo Leva e Kimberly Kash. Questo ha fatto sì che ottenessero il diritto di lottare nel Volume 28 ma lei e Kacey Diamond hanno perso il loro match contro Nevaeh e Ashley Lane. È poi tornata in SHIMMER ai tapings del 10 e 11 aprile 2010. La prima serata, come parte del Volume 29 è stata sconfitta dalla rientrante Madison Eagles mentre nel Volume 31, la seconda sera, è stata sconfitta da Jessie McKay.

### NCW Femmes Fatales
Il 21 luglio è stato annunciato sullo SHIMMER Forum che Sassy Stephie avrebbe fatto il suo debutto per la NCW Femmes Fatales il 23 ottobre 2010. Il 23 ottobre 2010, al quarto show della nCw Femmes Fatales, Sassy Stephie ha lottato e perso in un Triple Threat match contro PJ Tyler che ha visto anche la presenza di Cat Power.

### Jersey All Pro Wrestling WD
Sassy Stephie è stata parte del primo show tutto al femminile della JAPW nel Gennaio 2009 dove, lottando come Face, ha perso contro Roxie Cotton. È tornata nel Novembre 2009 con una vittoria su Fate e ha anche ottenuto un'impressionante vittoria, inaspettata, sulla veterana Allison Danger allo show successivo nel Gennaio 2010.

### Women Superstars Uncensored
Sassy Stephanie ha debuttato per la Women Superstars Uncensored (WSU) il 3 ottobre 2009 in un match contro Amber O'Neal ma non è riuscita ad ottenere la vittoria. Più tardi quella sera è stata sottomessa da Cindy Rogers che in questo modo è uscita dalla sua Losing Streak. Al Third Anniversary Show ha perso l'Opening Match contro Angelina Love. È tornata in WSU il 26 giugno 2010 in uno degli show più importanti, Uncensored Rumble III. Ha partecipato ad un 8 Women Tag Team Elimination Match lottando in coppia con le Belle Saints (Marti Belle e Tina SanAntonio) e Latasha contro il Team di Jessica Havock, Rick Cataldo e il Boston Shore (Amber e Lexus). Dopo essersi portate in vantaggio di 4 contro 1 la restante Jessica Havock è riuscita ad eliminare tutte e quattro le avversarie rimaste eliminando per ultima Sassy Stephie con un Sit-Down Powerbomb. Più tardi nella serata ha partecipato alla Uncensored Rumble ma non è riuscita a vincere.

### Altre promotions indipendenti
Stephie ha lottato anche per molte altre promotion indipendenti, specialmente nel Midwest. Nel 2007 ha debuttato per Ladysports in Tennessee. Nel 2008 e 2009 ha lavorato un paio di show per la Ring of Honor, uno dei quali è stato mandato in televisione su HDNet. Ha lottato per la Chikara a Philadelphia, Heartland Wrestling Association (HWA) a Cincinnati, PWR ad Erie, IPW ad Indianapolis e NCW Femmes Fatales a Montreàl e altre promotions nell'area di Cleveland come Firestorm Pro, CAPW, PWO, RAW e altre. Ha lottato anche per promotions del West Virginia, Michigan e North Carolina.

## In wrestling
- Finishing moves
  - Kiss My Sass (Swinging neckbreaker across the knee)[3]
- Signature moves
  - Reverse DDT
  - Running sleeper slam[2]
  - Satellite headscissors trasformato in un Russian legsweep
  - Scissor Stretch (Rope hung camel clutch)
  - Vertical suplex
- Entrance Music
  - "Sassy Thang" by X-Quisite

## Championships and accomplishments
- Independent Pro Wrestling Association
  - IPWA Women's Championship (1 time)
- New Era Pro Wrestling
  - NEPW Women's Championship (1 time)[7]
- Pro Wrestling Rampage
  - PWR Women's Championship (1 time)[2]
  - PWR Tag Team Championship (1 time) - with Angel Dust[12]
- Real Action Wrestling
  - RAW Tag Team Championship (1 time) - with Angel Dust
- Wrestling All Star Promotions
  - WASP Women's Championship (1 time)[7]